# 芝士牛丼 (互聯網用語)

「ibiryo」繪製，後被衍生為「芝士牛丼」的形象。圖片中的日文翻譯為：「不好意思，我要一份大碗芝士牛丼配溫泉蛋。麻煩您了。」

芝士牛丼（日语：／ Chīzu gyūdon），簡稱芝牛（日语：／ Chī gyū），是主要用於揶揄性格陰沉者、御宅族、邊緣人的互联网用语。不過也有人會以其形容跟發展障礙者或腺样体肥大者（下颚後縮、牙齒和嘴唇突出）差不多的樣貌。部分人因此把之當作歧視用語。
互聯網用語「芝士牛丼」最初源自文字討論板上的一篇貼文（見下文）。當中將需要接受就業支援服務者的樣貌跟發展障礙者進行類比，並就此附上一張插圖。此後人們開始漸漸以芝牛去形容「有點噁心的阿宅，沒什麼存在感的性格陰沉者」。「芝士牛丼」主要用於揶揄性格陰沉的男性，不過亦可用於揶揄具有相同特質的女性。

## 具體特徵
根據報導，「芝士牛丼」的特徵如下：「戴眼鏡」；有着「像個孩童般的髮型」、「沒什麼霸氣的面容」、「童顔」；「精神上幼稚」、「雖在網上活躍，但在現實卻顯得陰沉」。此外，亦有人會以其形容跟發展障礙者或腺样体肥大者（下颚後縮、牙齒和嘴唇突出）差不多的樣貌。部分人因此把之當作歧視用語。

## 起源

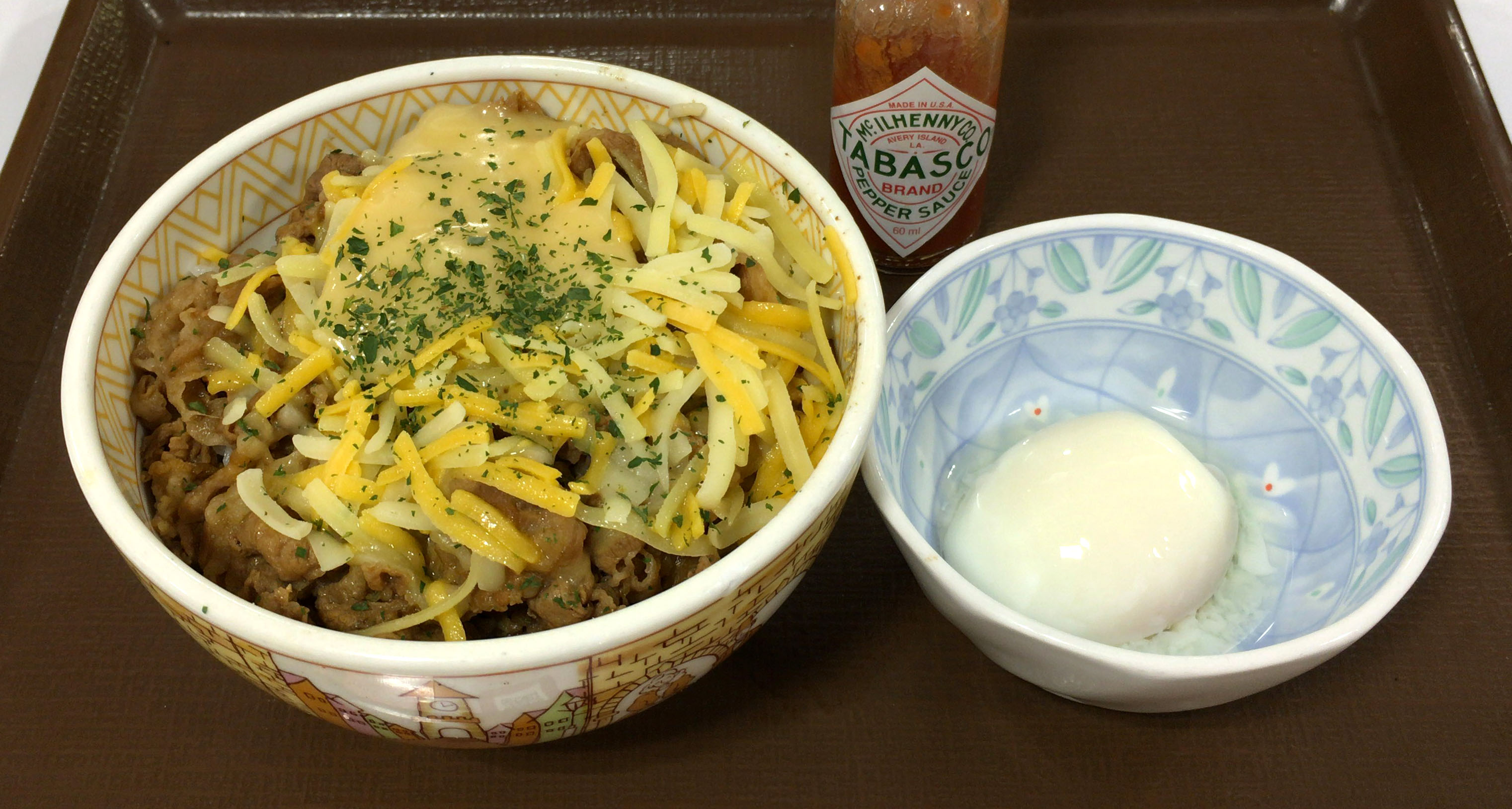
食其家的芝士牛丼和溫泉蛋

同人誌創作者「ibiryo」（いびりょ）在2008年為還是高中生的自己畫了一幅自畫像，並將其上傳到自己的部落格。此圖於後來給人當作「芝牛」的實際形象。
10年後（2018年7月19日），文字討論板5channel的一位用戶在討論串「什麽都實況J 日间NEET無職部 part3」（なんJ 昼のニート無職部 part3）上表示：「就業支援服務的有趣之處在於，年輕男性用者全都長着一个样」，他隨文附上了一張示例圖，当中展示一位戴着眼鏡，神色陰沉的青年「點了份特大『三色芝士牛丼』，再追加一份溫泉蛋」：
301 風吹無名氏 2018/07/19（四） 17:11:15.64 ID:0V7RAyaFa
就業支援服務的有趣之處在於，年輕男性用者全都長着一个样
The 陰沉臉
眼鏡
黑髮
像個孩童般的髮型
沒什麼霸氣的面容
（貶義上的）童顔
明明是大人，但卻長得像個中學生般，真詭異
10個有8個會長成這樣
https://i.imgur.com/akAJmjk.jpg

从一个人的面相就能看出

上文的貼主同樣有在使用就業支援服務，他及後把示例圖跟發展障礙者劃上聯繫：
346 風吹無名氏 2018/07/19（四） 17:15:12.13 ID:0V7RAyaFa
雖然只有智障才會使用就業支援服務，但使用者真的全都長着一个样
年輕男性有8成就是這個樣子
儘管很多人說智障不能用眼識别
但這不過是因那群老是說什麽什麼歧視的人太煩人，而沒有人道出真相罷了

這個你懂吧……
貼主以負面角度去形容「芝牛臉」，並將其跟「御宅族」劃上關係，所以亦有批評指他是個外貌主義者。

## 爆紅過程
上述貼文在串內獲得了不少人響應，他們大多都稱「身邊的確有長成這樣的人」，隨後其他討論板亦出現有關討論。2019年4月，统整网站轉載了「陰沉人專用牛丼『入口即溶 三種芝士牛丼』」（とろ～り3種のチーズ牛丼とかいう陰キャ専用牛丼）這個討論串，使得有關熱潮進一步推高，並令人們開始使用芝士牛丼一詞。2019年6月，有關討論串出現了三種不同風格的芝牛形象插畫（武士、不良少年、美男），上述圖片之後流傳到網上其他地方。C97上則有男性扮演成芝士牛丼。
Twitter在2019年每日平均只有0-4則使用「芝牛」一詞的推文，但到了2020年，Twitter上愈來愈多人使用有關用語。同年4月中，每日平均有500-1000則推文提到「芝士牛丼」一詞，而提及「芝牛」的每天平均有100則。5月10日，Twitter上出現了一張名為「超過100分即可診斷為芝牛」的圖片，它最終獲得4000則轉推，同時提及芝牛的推文急增至每天平均1600則。從次日開始，每天平均約有500-2000則推文提到「芝牛」。6月4日，一則內容為「朋友稱『我是互聯網上最芝牛的人』，所以我就貼出比較圖予大家評價」的推文達至2萬則轉推的記錄，同時提及「芝牛」的日均推文數達至1萬則。

## 反應

### 牛丼連鎖店
日本新聞網站J-CAST NEWS在2020年6月訪問了持有食其家的善商控股，並向其問道：「網上流傳指『吃這個的人都是某種人』，你們知道流行用語中的『芝牛』是什麼意思嗎？」。公司的宣傳部則以宣傳語氣回應道：「我們當然知道芝牛是什麼。那就是本公司人氣No.1的頂級商品『入口即溶 三種芝士牛丼』。希望广大客户在今后的日子里继续享用我们的产品。我們將推出新產品『芝士牛肋骨丼』，歡迎各位來親身試一口」。障礙者資訊搜尋網站「障礙者.com」（障害者ドットコム）認為，J-CAST等各大新闻网站有關「芝牛」的報導，都是在揶揄就業支援服務使用者和發展障礙者的面貌，並認為「它們為了避免因揶揄障礙者而挑起的聲浪，而把其當作揶揄就業支援使用者的迷因」。此外其亦推測食其家實際上是知道『芝牛』的意思，但因害怕網路論戰，而把焦點轉移到新產品上。

### 流行語大獎
芝士牛丼於Get通信的「2020年上半年互聯網流行語、動畫流行語大獎」（ネット流行語 ・アニメ流行語大賞2020上半期）上獲得提名，並在Petrel的「2020年Instagram流行語大獎」上奪得第3位。

### 應用例子
香港社運人士黃之鋒曾給日本網民稱為「周庭身旁的芝士牛丼」。黃在得知此事後，於Twitter上表示，自己去了食其家，打算點份芝士牛丼試一下，但由於太多人排隊的關係，所以最後決定放棄。當地有食店見到這種情況，便順勢推出名為「黄芝丼」的芝士牛丼。周庭表示：「他對此十分高興，完全沒放在心上」。
2020年7月28日，名越稔洋在《魔法氣泡》冠軍錦標賽直播中評論一位選手「看起來喜歡吃芝士牛丼」。此舉在引來眾多笑聲之餘，亦為不少人批評 。世嘉在把「引起不快的部分」刪除之後，將影片重新上傳到YouTube。同一直播的主持人椿彩奈亦因在節目中對此發笑，而在Twitter上道歉。